# Црна Гора на Европском првенству у атлетици на отвореном 2012.
Црна Гора је учествовала на 21. Европском првенству на отвореном 2012 одржаном у Хелсинкију, Финска, од 27. јуна до 1. јула. Ово је било треће Европско првенство на отвореном од 2006. године од када Црна Гора учествује самостално под овим именом.
На првенству у Хелсинкију, Црну Гору је представљало троје спортиста (два мушкараца и једна жена) који су се такмичили у 3 дисциплине.

## Учесници
| Бр. | Дисциплина   | Мушкарци         | Жене           | Укупно |
| --- | ------------ | ---------------- | -------------- | ------ |
| 1   | Скок увис    |                  | Марија Вуковић | 1      |
| 2   | Скок удаљ    | Драгоје Рајковић |                | 1      |
| 3   | Бацање диска | Данијел Фуртула  |                | 1      |
|     | Укупно (3)   | 2                | 1              | 3      |

## Резултати

### Мушкарци
| Атлетичар        | Дисциплина   | Лични рекорд | Квалификације | Квалификације | Финале           | Финале       | Детаљи |
| Атлетичар        | Дисциплина   | Лични рекорд | Резултат      | Место         | Резултат         | Место        | Детаљи |
| ---------------- | ------------ | ------------ | ------------- | ------------- | ---------------- | ------------ | ------ |
| Драгоје Рајковић | скок удаљ    |              | 6,34          | 16 у гр. А    | Није се пласирао | 31 / 32 (37) | [ 1 ]  |
| Данијел Фуртула  | бацање диска | 63,79 НР     | 60,18         | 9 у гр. Б     | Није се пласирао | 19 / 30 (31) | [ 2 ]  |

## Жене
| Атлетичарka    | Дисциплина | Лични рекорд | Квалификације   | Квалификације   | Финале            | Финале            | Детаљи |
| Атлетичарka    | Дисциплина | Лични рекорд | Резултат        | Место           | Резултат          | Место             | Детаљи |
| -------------- | ---------- | ------------ | --------------- | --------------- | ----------------- | ----------------- | ------ |
| Марија Вуковић | скок увис  | 1,91 НР      | Није стартовала | Није стартовала | Није се пласирала | Није се пласирала | [ 3 ]  |